# Напад на аеродром у Рајловцу августа 1943.
Током ноћи 10/11. августа 1943. Прва крајишка пролетерска ударна бригада вешто изведеном акцијом је након 35-километарског марша, извршила успешан препад на аеродром Рајловац код Сарајева, главну војну авио-базу немачких снага и НДХ у Босни и Херцеговини. Том приликом уништен је већи број авиона и нанета велика материјална штета на ваздухопловним и саобраћајним постројењима. Ова акција представљала је пример добре организације и сналажљивости у извођењу муњевитог партизанског препада дубоко у непријатељској позадини. Стога је она имала значајан позитиван утицај на морал бораца, и на њу су борци и руководиоци Прве крајишке били посебно поносни.
За ову акцију Прва крајишка пролетерска ударна бригада јавно је похваљена од врховног команданта НОВ и ПОЈ Јосипа Броза Тита преко радио-станице „Слободна Југославија“, а немачки командант трупа у Хрватској морао је да пише изјашњење Команданту Југоистока.

## Претходне околности
Врховни штаб НОВ и ПОЈ наредио је крајем маја 1943. године Петој крајишкој дивизији померање према истоку ради садејства са Главном оперативном групом, која је била на удару немачке офанзиве. Дивизија је успела да форсира реку Босну тек из другог покушаја, 28/29. јуна. Том приликом дивизија је заузела место и рудник Какањ са околином, наневши велику штету производњи и саобраћајницама. То је изазвало енергичну реакцију Немаца, па је након тродневних борби 7. СС дивизија поново запосела то подручје.
Након тога дивизија се извукла на планину Звијезду, где је затекао почетак нове немачке операције у источној Босни 7. јула. Током тих дејстава, Прва крајишка бригада успела је у близини села Зубета да опколи 2. батаљона 1. (13.) СС пука 7. СС дивизије, а Немци су се из тешке сутуације извукли пробивши се из обруча уз снажно тактичко садејство авијације.
18/19. јула Прва крајишка бригада заузела је Кисељак, поново привукавши на себе интервенцију 7. СС дивизије. Након променљивих борби уз знатне немачке губитке, есесовци су ушли у Кисељак 24. јуна.
Након тога, Прва крајишка бригада је у саставу своје дивизије учествовала у прихвату Прве пролетерске дивизије приликом њеног пробијања преко комуникације Сарајево - Мостар.
Током ових дејстава у околини Сарајева против важних привредних објеката и саобраћајних линија, Пета крајишка дивизија била је изложена интензивном и ефикасном дејству непријатељске авијације. То је штаб Прве крајишке бригаде навело на идеју да, будући да није располагао ефикасним противваздушним средствима, организује препад на аеродром Рајловац и нанесе значајне губитке непријатељској авијацији на земљи.

## План акције
Будући да се аеродром Рајловац налази унутар мреже комуникација у троуглу Сарајево - Високо, Сарајево - Кисељак и Кисељак - Високо, које су Немци слободно користили, а у непосредној близини гарнизона Сарајево, од кључног значаја за успех акције биле су брзина извођења и тајност. С обзиром да је полазни рејон Крешева око 35 километара марша удаљен од аеродрома, акција је такође претпостављала добру физичку издржљивост. Штаб Прве крајишке бригаде стога је разрадио план који је садржавао следеће елементе:
- формирање ударне групе од три батаљона бригаде, док би рањеници, позадински делови и борци слабијег физичког стања били издвојени под заштитом 4. батаљона
- одређивање рока од две ноћи и једног дана за изовђење акције, при чему би прва ноћ била искоришћена за усиљени марш, великим делом трчећим кораком, до погодног положаја у близини аеродрома где би се могло у тајности преданити. Током следеће ноћи требало је прећи реке Босну и Миљацку, извести напад на аеродром, и почети извлачење најкасније у 2:00, да би се јединице успеле извући пре него што немачка појачања затворе прелазе преко река и комуникација.
- главнина снага била је предвиђена за напад на сам аеродром
- 1. чета 2. батаљона и Инжињеријски вод бригаде имали задатак да минирањем пруге, рушењем цесте и постављањем заседе у висини села Бријешћа - обезбеде напад бригаде од интервенције из Сарајева
- 2. чета 3. батаљона са једном четом Височко-фојничког партизанског одреда, добила је задатак да освајањем железничке станице Подлугови, рушењем железничке пруге и цесте и демонстративним нападом на Високо - обезбеди напад бригаде од интервенције непријатеља с правца Високог и Брезе.[2]

До 9. августа прикупљени су обавештајни подаци, према којима се на аеродрому налазила посада од око 500 домобрана и усташа и око 300 Немаца, док је у Високом била посада јачине око 500 легионара, а на бројним постајама и железничким станицама биле су посаде од 40 до 160 домобрана. Тога дана стигло је и одобрење од штаба дивизије, тако да је акција покренута 9. августа увече.

## Извођење акције
Око 21:30 9. августа бригада је кренула правцем Хан-Ивица - село Вукасовићи. Избегавајући насеља бригада је 10. августа, око четири сата изјутра избила у шуму изнад Доње Биоче, где је требало остати неоткривен до сумрака. За шест и по сати марша, делом трчећим кораком, дата су само два кратка застанка.
Међутим, око подне на групу бригадних економа и кувара набасала је група усташких милиционера. Један од двојице погинулих милиционера био је злогласни командант усташке милиције Узеир Дурмић. Будући да је оближње село било српско, овај догађај се брзо прочуо, али на крају није нарушио тајност. Сви сељаци који су наиишли на положаје бригаде, задржани су до мрака.
Око четири по подне штаб бригаде је сазвао штабове батаљона и команде чета. На том скупу саопштени су им одлука и детаљно разрађени план напада бригаде. Тек ту је старешинама и борцима саопштен циљ напада.
У сумрак бригада је кренула према реци Босни. Међутим, када је бригада избила изнад села Ахатовића, дошло је до изненадног сусрета са двојицом усташких оружника (жандарма), који су успели побећи. Будући да се у том месту налазио мост преко којег је требало прећи Босну, било је јасно да је тајност компромитована, и да се мора тражити други начин преласка реке. Уз помоћ сељака-мештанина, дошло се до сазнања о постојању трошног дрвеног моста код села Бутила. Бригада је прешла Босну преко тог моста, затим прегазила Миљацку, и око 22 часа у деловима почела да избија пред сам аеродром.
Због ваздушне опасности, авиони нису остајали у хангарима током ноћи, него су распоређивани широко по рубовима аеродрома.
Први батаљон, требало је да из центра борбеног поретка бригаде изврши напад правцем: к. 487, хангари, касарна, железничка станица Рајловац, Лемезово брдо. Задатак Другог батаљона (без Прве чете), распоређеног на левом крилу борбеног поретка бригаде био је да се, брзим покретом десном обалом реке Босне, провуче до железничке пруге и цесте, и крене у напад према хангарима и Лемезовом брду. Трећи батаљон (без Друге чете), добио је задатак да, са десног крила бригаде, развије напад према хангарима и касарни.
Требало је да напад почне синхроно у 24:00, да би сви батаљони имали времена да заузму полазне положаје. Међутим, 2. батаљон се, у покрету десном обалом Босне, сударио у кукурузном пољу поред реке са колоном од двадесетак домобрана. Дошло је до краткотрајног пушкарења. Будући откривен, батаљон је самоиницијативно одмах прешао у напад према хангарима.
Тачно у десет сати увече, када су изашле из кукуруза на чистину, чете Другог батаљона су биле изненађене јаким светлом рефлектора и пламена из запаљених стогова сена које је посада палила ради осветљења, и снажном пушчаном и митраљеском ватром био прикован за земљу.
Чим је избила борба код Другог батаљона, Први и Трећи батаљон су, довршивши развој за борбу на самој ивици кукурузног поља, одмах кренули у напад, и, прегазивши ровове, ликвидирали отпор домобрана избивши на аеродром.
И поред жестоке ватре, борци Првог и десног крила Другог батаљона су се, уништивши ватром из пушака и митраљеза два рефлектора, привукли на 50 до 150 метара бункерима и хангарима и одатле тукли по групи од три авиона који су се налазили на пољу лево од хангара.
Будући да бригада није располагала запаљивом муницијом, авиони су морали бити уништавани непосредним прилазом и паљењем. Већина авиона била је паркирана на ивици аеродрома, на правцу напада Трећег батаљона. Борци овог батаљона су, неометани ватром, успешно палили авионе будући да је непријатељска запречна ватра била тако организована да је, бранећи прилазе авионима, тукла преко њих.
Борба на аеродрому трајала је до око 1:30 11. августа. Према немачком извештају, само је немачка ескадрила за узнемиравање (7 машина, 40 људи, командир ескадриле капетан Бусе), успела да одбрани своје авионе. Према немачком извештају, уништено је 17 авиона, извештај Прве крајишке бригаде наводи 30 уништених апарата, док је радио-Слободна Југославија објавио информацију о 34 уништена авиона.
Након 1:30 почело је извлачење јединица бригаде, такође усиљеним маршем. Први и Други батаљон 11. августа у зору прешли цесту Кисељак - Сарајево код Кобиље Главе. Да би убрзали покрет, у ношењу рањеника учествовали су и чланови штаба бригаде, политодела и штабова батаљона.
Током ноћи обе заштитнице обавиле су свој део посла. Друга чета Трећег батаљона успјешно је извршила свој задатак: са четом из Височко-фојничког НОП одреда без борбе је заузела железничку станицу Подлугови, где домобранска посада није дала отпор. На порушеном делу железничке пруге према Високом исклизнуо је воз. Уз помоћ железничара из ложионице, у правцу Високог је пуштена локомотива која се здробила о насукани воз, а у ложиониције оштећено још шест локомотива. Чета је дошла до великог плена у ратном материјалу и намирницама, а део чете извршио је демонстративни напад на Високо.
Прва чета Другог батаљона порушила је цесту и железничку пругу према Сарајеву. Локомотива са два блиндирана вагона исклизнула је из шина. Посада блиндираног воза изашла је из вагона и развила се према постављеној заседи, али се није могла пробити према Рајловцу.
Немци су из Сарајева према Кисељаку упутили тенкове и 40 камиона са пешадијом да би спречили пребацивање бригаде преко ове цесте. Међутим, Први и Други батаљон успели су да пређу цесту још пре пристизања Немаца. Трећи батаљон се преко цесте Сарајево - Кисељак пребацио тек 11. августа увече, код села Радановића, јер је морао сачекати повратак своје Друге чете из Подлугова. Притом је напао и запалио колону од шест немачких камиона.
Радио-станица „Слубодна Југославија“ објавила је 18. августа следећи извештај:
"Ноћу између 10. и 11. августа 1943. године наша славна Прва крајишка бригада, под командом Воје Тодоровића, после жестоких окршаја, заузела је један од највећих аеродрома у Југославији, аеродром Рајловац код Сарајева. Борци Прве крајишке бригаде уништили су 34 немачка авиона и то: 18 бомбардера типа 'дорније', четири бомбардера типа 'јункерс', шест авиона типа 'бленхајм', један транспортни и пет апарата разних типова..."
Јавна похвала Врховног штаба за ову акцију гласила је:
"Врховни штаб НОВ и ПОЈ изражава своју захвалност борцима, командирима и политкомесарима Прве крајишке бригаде за јунаштво и храбро пожртвовање при извршавању своје борбене задаће"
Прва крајишка бригада је у овој акцији имала шест погинулих, шест лакше и два теже рањена борца.